# Otlaxhuayo
Otlaxhuayo är en ort i Mexiko.   Den ligger i kommunen Xilitla och delstaten San Luis Potosí, i den sydöstra delen av landet, 210 km norr om huvudstaden Mexico City. Otlaxhuayo ligger 129 meter över havet och antalet invånare är 158.
Terrängen runt Otlaxhuayo är huvudsakligen lite bergig. Otlaxhuayo ligger nere i en dal. Runt Otlaxhuayo är det tätbefolkat, med 476 invånare per kvadratkilometer. Närmaste större samhälle är Tamazunchale, 13,5 km sydost om Otlaxhuayo. I omgivningarna runt Otlaxhuayo växer i huvudsak städsegrön lövskog.